# George Udny Yule
George Udny Yule (ur. 1871, zm. 1951) – brytyjski statystyk, współtwórca rozkładu Yulea-Simona oraz współczynnika kontyngencji Q-Yulea, będącego szczególnym przypadkiem współczynnika gamma dla dwóch zmiennych dychotomicznych. Laureat Medalu Guya (1911).